# Cihawuk
Cihawuk is een bestuurslaag in het regentschap Bandung van de provincie West-Java, Indonesië. Cihawuk telt 5663 inwoners (volkstelling 2010).